# Kan Kobayashi
Kan Kobayashi (小林 幹 Kobayashi Kan?), född 27 april 1999 i Tokyo prefektur, är en japansk fotbollsspelare.
Kobayashi började sin karriär 2017 i FC Tokyo.